# ینسی (تگزاس)
ینسی، تگزاس(به انگلیسی: Yancey, Texas) شهری در ایالت تگزاس از ایالات جنوبی ایالات متحده آمریکا است.